# Onthophagus wangnamkieous
Onthophagus wangnamkieous là một loài bọ cánh cứng trong họ Bọ hung (Scarabaeidae).